# نصب عبد الله توقاي (موسكو)
نصب عبد الله توقاي (بالروسية: Памятник Габдулле Тукаю) هو نصب تذكاري للشاعر التّتاري عبد الله توقاي، يقع في موسكو بروسيا.

## تاريخ
تم تركيب النصب التذكاري في إطار برنامج الأحداث تكريما للذكرى السنوية 125 لميلاد عبد الله توقاي. تم توقيع المرسوم المتعلق بإنشاء نصب توقاي في موسكو من قبل مجلس مدينة دوما في مارس 2005 - وهو العام الذي تم فيه الاحتفال بألفية قازان. في الوقت نفسه، تم اختيار مكان لإقامة نصب تذكاري في تتارستان. ومع ذلك، توقف هذا العمل واستُئنف بعد 6 سنوات فقط - في مارس 2011، عندما وقّع عمدة مدينة موسكو سرغي سوبيانين ورئيس جمهورية تتارستان رستم مينيخانوف اتفاقًا للتعاون التجاري والاقتصادي والعلمي والتقني والاجتماعي والثقافي بين جمهورية تتارستان وموسكو.
تم افتتاح النصب في 26 أبريل 2011، وكان من بين الحضور فريد موخميتشين رئيس مجلس الدولة لجمهورية تتارستان، وفلاديمير بلاتونوف، ورئيس مجلس دوما موسكو، وسفير تركيا أيدين سزجين، وسفير أذربيجان بولاد بولبول أغلو، وراويل عين الدين مفتي روسيا، وممثلون عن أكثر من 10 مناطق روسية، وسفراء أكثر من 10 دول، وعدة مئات من التتار في موسكو.